# X-Men: Dark Phoenix
X-Men: Dark Phoenix (im Original nur Dark Phoenix) ist ein US-amerikanischer Science-Fiction-Actionfilm von 2019, der auf den X-Men-Comics des Marvel-Verlages basiert. Es ist das Regiedebüt von Simon Kinberg, der seit 2005 Stammproduzent und -drehbuchautor der X-Men-Filmreihe ist. Der Film bildet eine Fortsetzung zu X-Men: Apocalypse und ist der siebte reguläre Hauptfilm sowie insgesamt der zwölfte Film der X-Men-Reihe. Er kam am 6. Juni 2019 in die deutschen und am darauffolgenden Tag in die US-amerikanischen und österreichischen Kinos.

## Handlung
1975 benutzt die achtjährige Jean Grey versehentlich ihre Telekinese, was zu einem Autounfall führt, bei dem ihre Eltern ums Leben kommen. Kurz danach bringt Professor Charles Xavier sie in Xaviers Schule für begabte Jugendliche, wo er den Unfall mental aus ihren Erinnerungen verbannt und ihr hilft, ihre psychischen Fähigkeiten zu verbessern.
1992 reagieren die X-Men auf ein Notsignal des Space Shuttles Endeavour, das durch eine sonneneruptionsähnliche Energie stark beschädigt wird. Während die X-Men alle Astronauten retten können, ist Jean gestrandet und nimmt die gesamte Energie in ihren Körper auf. Jean überlebt das Ereignis bewusstlos und ihre Kräfte werden durch den Vorfall erheblich verstärkt. Gleichzeitig wird die von Xavier gesetzte mentale Blockade zerstört und sie greift versehentlich nach einem mentalen Zusammenbruch die Mutantenschüler an, die in Xaviers Schule feiern, und wird danach ohnmächtig. Mit erwachter Erinnerung reist sie in ihre Geburtsstadt Red Hook, New York, nachdem sie entdeckt hat, dass ihr Vater noch lebt. Die X-Men versuchen Jean wieder nach Hause zu holen, doch sie verletzt völlig außer Kontrolle Peter Maximoff, tötet versehentlich Raven Darkholme und verletzt mehrere örtliche Polizisten, bevor sie entkommt.
Jean reist zur Flüchtlingsinsel Genosha, welche ein von der Regierung genehmigter Rückzugsort für Mutanten ist, um von Erik Lehnsherr Unterstützung bei der Kontrolle ihrer Kräfte zu erhalten. Erik lehnt dies jedoch ab, um die Geflohenen zu schützen, nachdem Jean US-Streitkräften einen Kampf liefert, die mit ihrer Festnahme beauftragt wurden, weil sie Polizisten verletzt hat. Jean lernt Vuk kennen, die Anführerin einer sich verändernden Alien-Rasse namens D’Bari, die ihr erklärt, dass sie von einer Art kosmischer Macht besessen wurde, die vor Jahren den Heimatplaneten der D’Baris ausgelöscht hat. Die Macht hatte alle, auf die sie stieß, verzehrt, bis sie auf Jean stieß. Unterdessen verbündet sich Hank McCoy, der sich durch den Tod seiner Freundin Raven betrogen fühlt, ausgelöst durch Xaviers Manipulation von Jeans Erinnerungen, mit Erik. Erik, von Ravens Tod in Kenntnis gesetzt, will nun ebenfalls Rache, die Gruppe zusammen mit geflüchteten Mutanten reist nach New York City, um Jean zu töten.
Als die X-Men von Eriks und Hanks Plan erfahren, stoßen sie auf deren Gruppe in New York. Während sie kämpfen, gelingt es Erik, das Gebäude zu infiltrieren und Jean zu konfrontieren, aber sie ist überwältigt von ihren Fähigkeiten. Anschließend versucht Xavier mit Kurt Wagner zu ihr durchzudringen. Jean greift sie an, bis Xavier sie überredet, seine Erinnerungen zu lesen, damit sie ihrer Selbst wieder bewusst wird. Jean fühlt sich schuldig und bittet Vuk, die Macht von ihr zu nehmen. Es stellt sich heraus, dass es das ist, was Vuk will, um dann alles Leben auf der Erde umzuformen und auszulöschen. Xavier und Scott können verhindern, dass Vuk die gesamte Kraft von Jean aufnimmt, wobei Vuk entkommen kann. Beide mutierten Fraktionen, einschließlich Jean, werden von einer Spezialeinheit gefangen genommen, um mit einem Zug in eine geheime Sicherheitseinrichtung gebracht zu werden. Der Zug wird von Vuk und den D’Bari angegriffen. Während die Soldaten von den Gestaltwandlern überwältigt werden, werden die Mutanten von ihren Fesseln befreit, um gegen die Bedrohung kämpfen zu können. Xavier verbindet sich mit Jean, die sich nun im Klaren ist und die Kontrolle über die Kraft in ihr erlangt. Vuk versucht noch einmal, Jean ganz von der Kraft zu befreien, doch Jean tötet sie in der Umlaufbahn und opfert sich dabei.
Nach dem Vorfall wird die Schule in „Jean Grey’s School for Gifted Youngsters“ umbenannt und Hank wird ihr neuer Dekan. Xavier ist nach Jahrzehnten des Kampfes für die Rechte der Mutanten in den Ruhestand getreten. Während er sich in Paris niederlässt, wird Xavier wieder mit Erik vereint und erklärt sich widerstrebend bereit, mit ihm eine Partie Schach zu spielen. Als sie anfangen zu spielen, erscheint ein flammender Phönix am Himmel.

## Produktion

### Vorlage und Stab
Die Vorlage für den Film bildet der Comic The Dark Phoenix Saga von John Byrne und Chris Claremont. Anfang Februar 2017 wurde eine erste Inhaltsangabe bekannt. Im Mittelpunkt des Films soll die Mutantin Jean Grey stehen, deren Kräfte immer mächtiger werden, was sie verändert. Daher müssen sich bald die übrigen X-Men, wie Mystique, Charles Xavier, Cyclops, Storm und Magneto entscheiden, ob sie sich gegen ihre eigene Freundin stellen und diese sogar vielleicht töten, um den Rest der Welt zu retten.
Im Frühjahr 2017 verriet Simon Kinberg, dass der Film in den 1990ern angesiedelt sein wird. Am 14. Juni 2017 bestätigte Fox offiziell, dass Kinberg Regie führen wird. Wie im Januar 2018 bekannt wurde, komponiert Hans Zimmer die Filmmusik.

### Besetzung und Synchronisation
Jean Grey wird von Sophie Turner gespielt. Im Frühjahr 2017 war bekannt geworden, dass auch andere Schauspieler in ihre Hauptrollen, die sie bereits in vorherigen Filmen hatten, zurückkehren werden. Mystique wird von Jennifer Lawrence gespielt, Charles Xavier von James McAvoy, Cyclops von Tye Sheridan und Magneto von Michael Fassbender. Ende Juni 2017 wurde bekannt, dass auch Evan Peters im Film in die Rolle von Quicksilver zurückkehren wird.

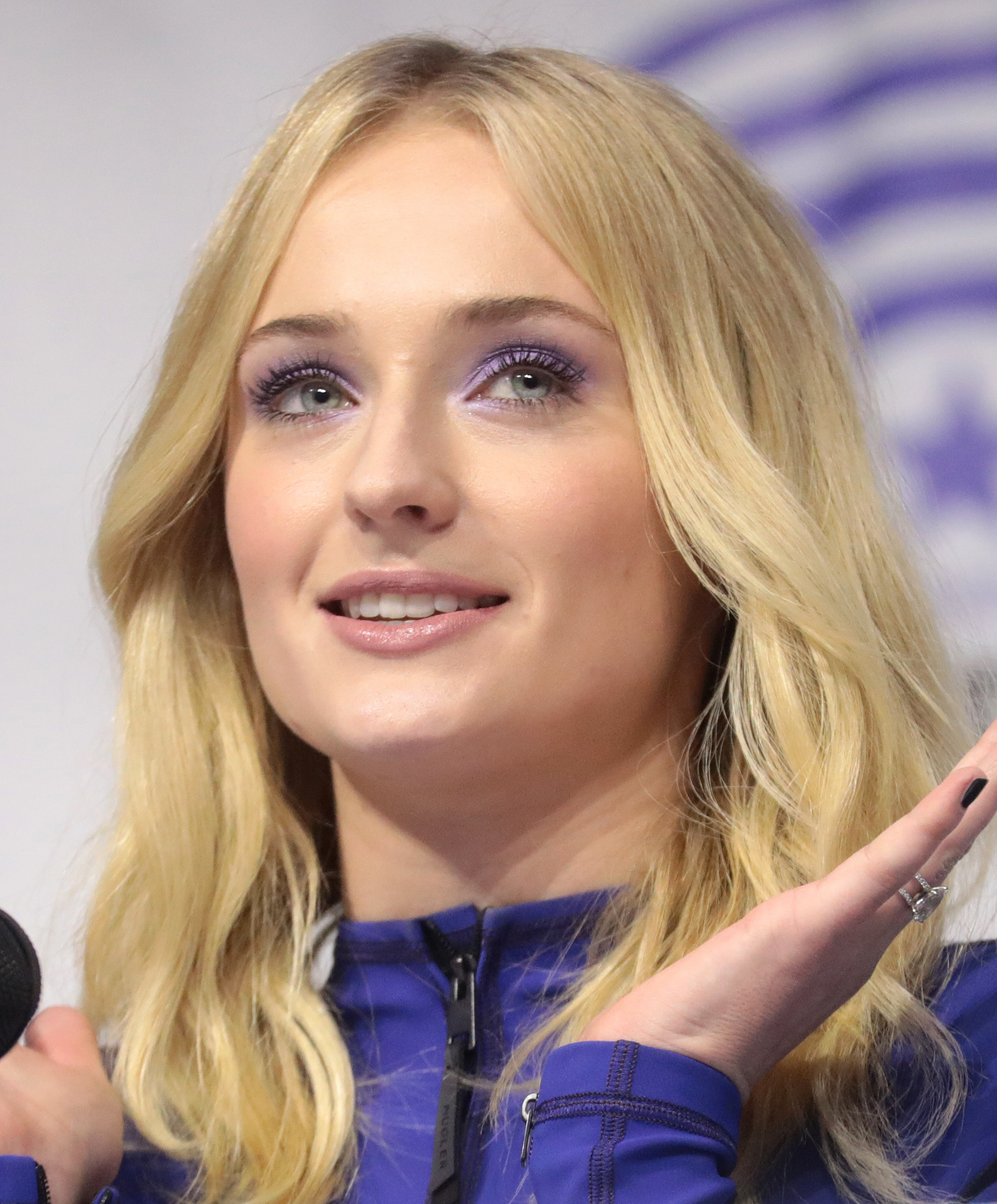
Sophie Turner spielt Jean Grey / Phoenix
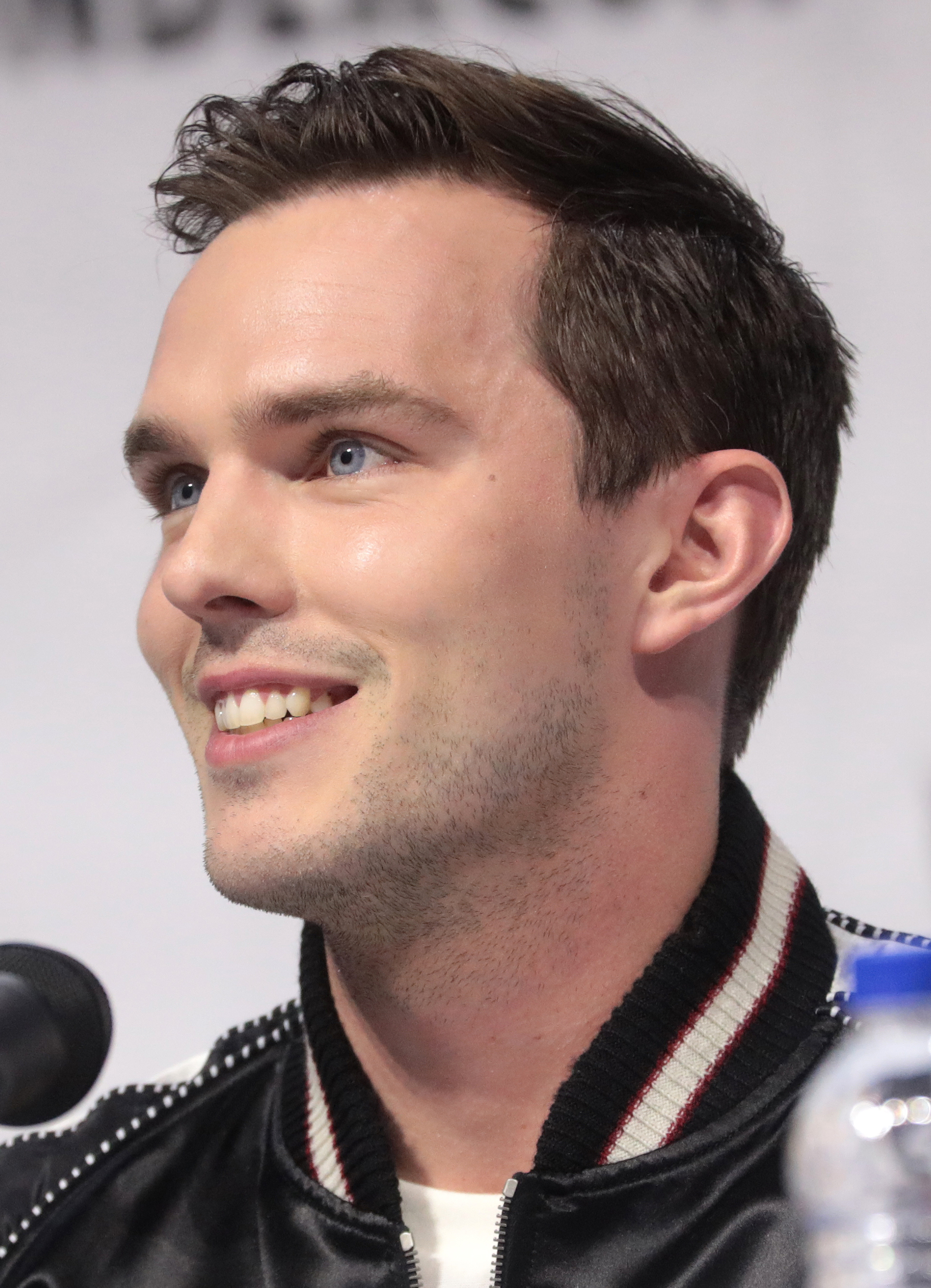
Nicholas Hoult spielt Hank McCoy / Beast
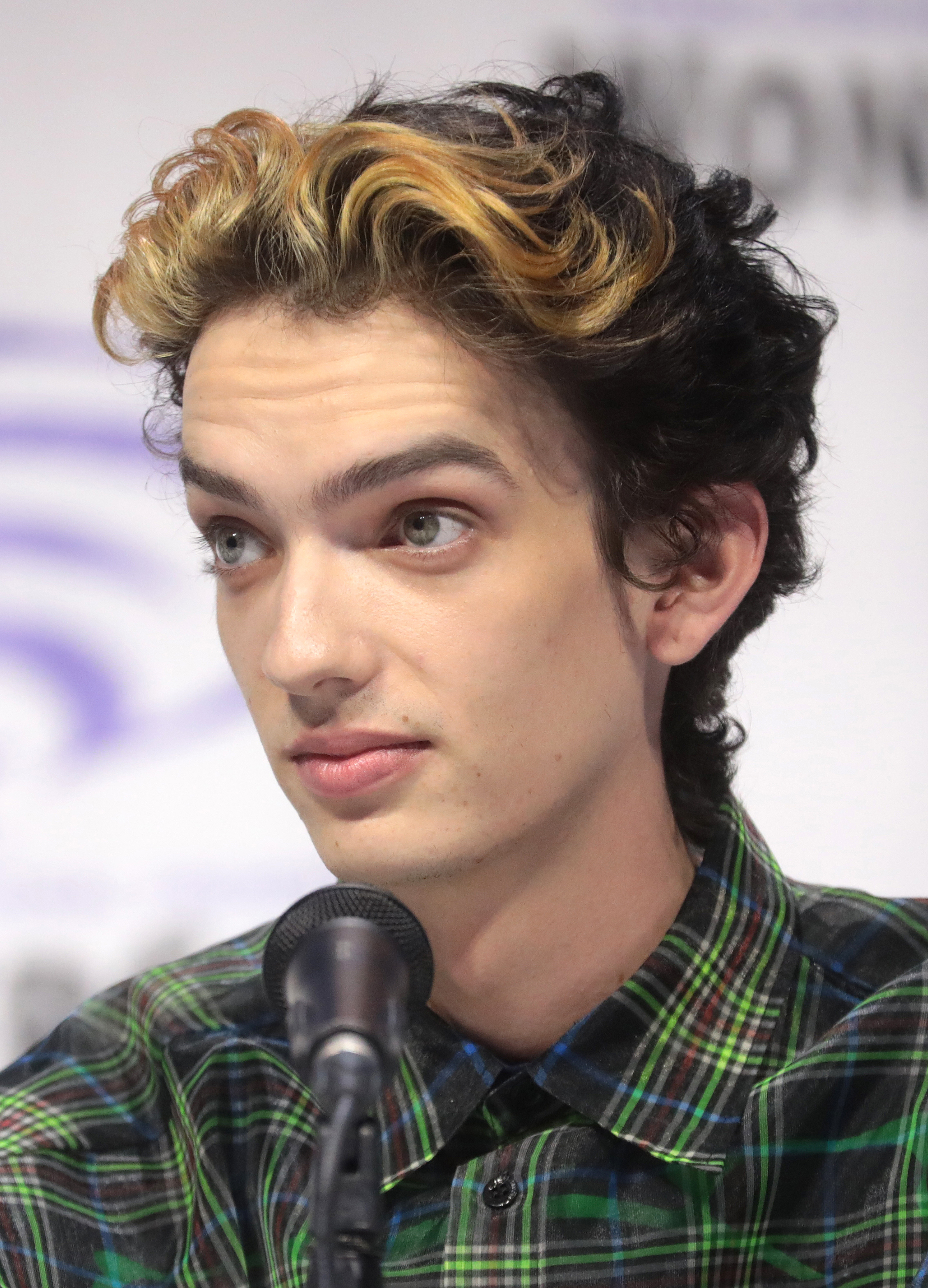
Kodi Smit-McPhee spielt Kurt Wagner / Nightcrawler
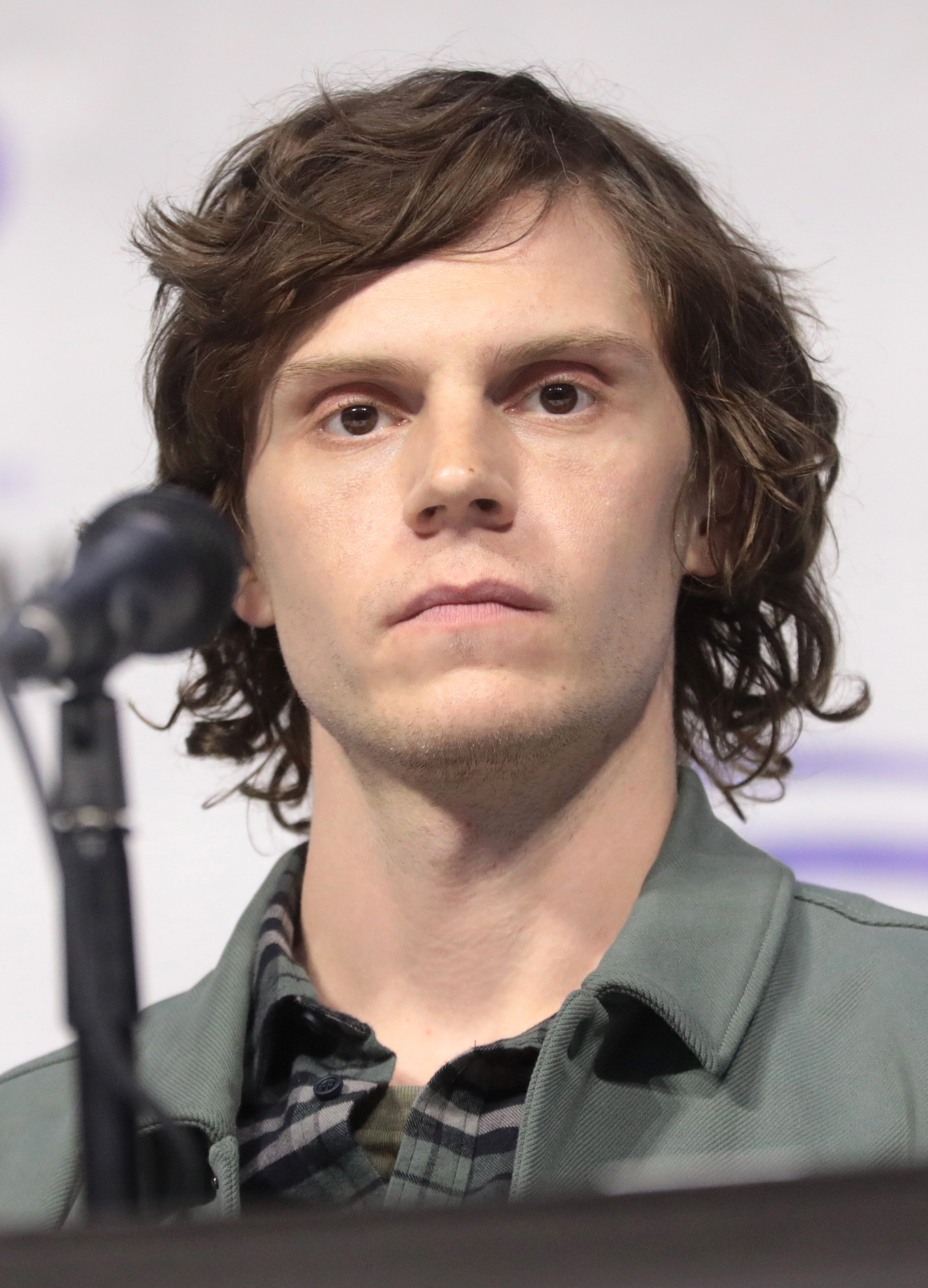
Evan Peters spielt Peter Maximoff / Quicksilver
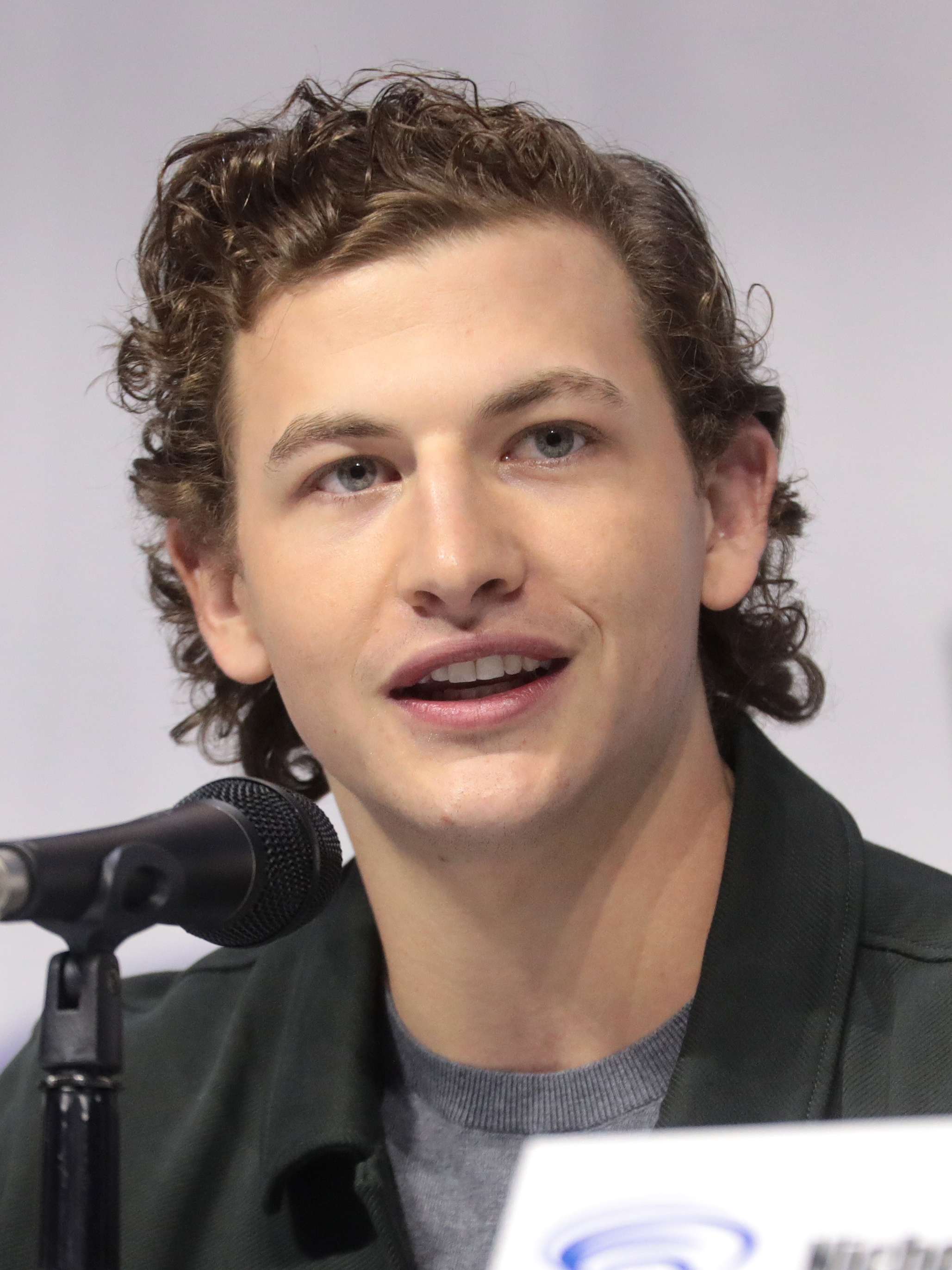
Tye Sheridan spielt Scott Summers / Cyclops
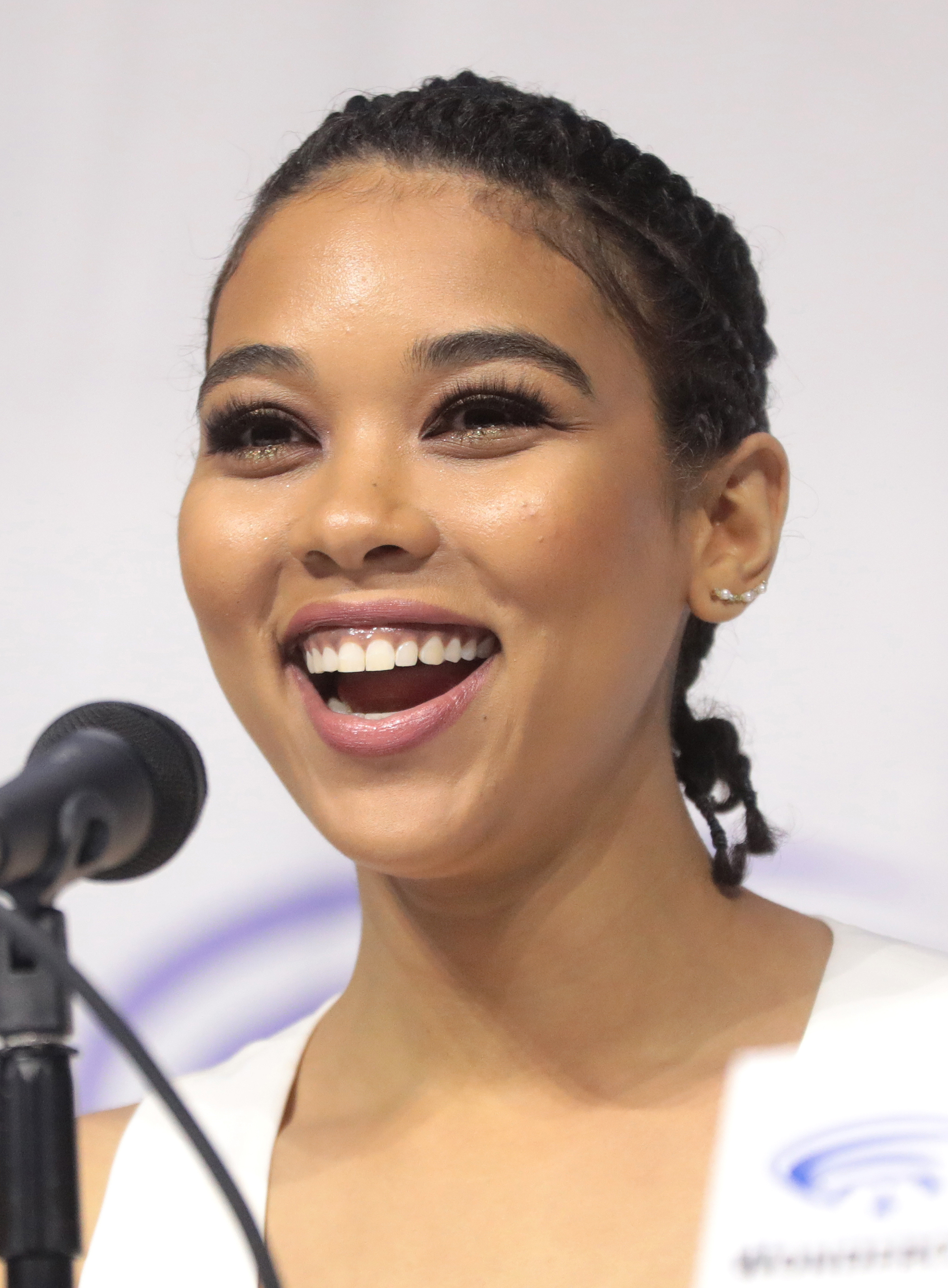
Alexandra Shipp spielt Ororo Munroe / Storm

Die deutsche Synchronisation entstand nach einem Dialogbuch und der Dialogregie von Tobias Meister im Auftrag der Interopa Film GmbH in Berlin.
| Schauspieler          | Rolle                        | Deutsche Stimme   |
| --------------------- | ---------------------------- | ----------------- |
| James McAvoy          | Prof. Charles Xavier         | Johannes Raspe    |
| Michael Fassbender    | Erik Lehnsherr / Magneto     | Norman Matt       |
| Jennifer Lawrence     | Raven Darkholme / Mystique   | Maria Koschny     |
| Nicholas Hoult        | Dr. Hank McCoy / Beast       | Ozan Ünal         |
| Sophie Turner         | Jean Grey / Phoenix          | Anne Düe          |
| Tye Sheridan          | Scott Summers / Cyclops      | Sebastian Fitzner |
| Alexandra Shipp       | Ororo Munroe / Storm         | Magdalena Turba   |
| Evan Peters           | Peter Maximoff / Quicksilver | Julius Jellinek   |
| Kodi Smit-McPhee      | Kurt Wagner / Nightcrawler   | Christian Zeiger  |
| Jessica Chastain      | Vuk                          | Manja Doering     |
| Hannah Emily Anderson | Elaine Grey                  | Nurcan Özdemir    |
| Summer Fontana        | Jean Grey (jung)             | Marlene Schick    |
| Scott Shepherd        | John Grey                    | Viktor Neumann    |
| Ato Essandoh          | Jones                        | Sascha Rotermund  |
| Kota Eberhardt        | Selene Gallio                | Lara Trautmann    |

### Filmmusik
Die Filmmusik komponierte Hans Zimmer. Der Soundtrack, der insgesamt 10 Musikstücke umfasst, wurde am 7. Juni 2019 von Fox Music als Download veröffentlicht.

### Marketing und Veröffentlichung
Ein erster Trailer wurde Ende September 2018 vorgestellt. Im Februar 2019 folgten das offizielle Poster zum Film sowie ein zweiter Trailer. Der Film sollte zum 7. Juni 2019 in die US-amerikanischen Kinos kommen, nachdem er zuvor für Anfang November 2018 angekündigt worden war und später in den Februar 2019 verschoben wurde. Kurz nach der Veröffentlichung des ersten Trailers wurde der Film erneut um vier Monate nach hinten verschoben. Als Grund nannte Kinberg, die Effekte wären zum Starttermin nicht rechtzeitig fertig geworden und eine Veröffentlichung im Juni könne größere Absätze in China erzielen, wo der Film am 6. Juni 2019 startete. Ein Kinostart in Deutschland erfolgte am gleichen Tag, in den USA und in Österreich am darauffolgenden Tag. Später wurde bekannt, dass der Kinostart auf Bitten von James Cameron verschoben wurde. Dieser soll Befürchtungen gehabt haben, dass der von ihm produzierte Alita: Battle Angel mit einem Starttermin in der Weihnachtszeit nicht den gewünschten Umsatz erzielen könnte, und hätte deswegen eine Verschiebung auf den ursprünglichen Dark-Phoenix-Starttag erwirkt. Letzterer hätte laut Simon Kinberg hingegen rechtzeitig für einen Februar-Start fertig werden können.
Der Film soll ab dem 17. Oktober 2019 auf Blu-ray und UHD-Blu-ray erhältlich sein.

## Rezeption

### Altersfreigabe
In den USA wurde der Film von der MPAA als PG-13 eingestuft. In Deutschland erhielt er eine Freigabe ab 12 Jahren. In der Freigabebegründung heißt es, im Mittelpunkt des Films stehe eine starke Heldin, die sich Kindern ab 12 Jahren als positive Identifikationsfigur anbietet. Es gebe zwar eine Vielzahl effektvoller, rasanter Actionszenen, bei denen vereinzelt auch Menschen getötet oder verletzt werden, dies werde aber nicht explizit ins Bild gerückt. Auch die positive Grundaussage über Toleranz und Solidarität sowie das lange Happy End würden zur Entlastung beitragen. Die Filmkritikerin Antje Wessels bemerkt, der Regisseur reize das PG-13-Rating respektive die FSK-Freigabe ab 12 Jahren so weit aus wie möglich, um auch Knochenbrüche und blutige Aufspießungen zumindest kurzzeitig in Nahaufnahme präsentieren zu können.

### Kritiken
Der Film konnte 22 % der 386 Kritiker auf Rotten Tomatoes überzeugen, was die schlechteste Bewertung eines Films aus der X-Men-Reihe darstellt. Im Konsens heißt es, der Film beende das X-Men-Franchise „zutiefst enttäuschend“. Auf Metacritic erhielt der Film einen Metascore von 43 von 100 möglichen Punkten.
Die Filmkritikerin Antje Wessels schreibt, Simon Kinberg profitiere sowohl als Regisseur als auch als Autor stark von den unterschiedlichen Fertigkeiten und Beschaffenheiten seiner Helden. Wenngleich das Finale von Dark Phoenix schon stark in Richtung CGI-Overkill tendiere, rette Kameramann Mauro Fiore Großteile der Szenen mit Übersicht und Kinberg damit, dass er die Choreographien so abwechslungsreich wie möglich gestaltet: „Hier wird geschlitzt, geschossen, geprügelt und vor allem von den abwechslungsreichen Mutantenfähigkeiten Gebrauch gemacht.“ Wessels resümiert, der Film sei eine gelungene emotionale Auseinandersetzung mit inneren Konflikten, die viele neue Diskussionsansätze rund um die bekannten Figuren biete und noch dazu angenehm kurzweilig sei.

### Einspielergebnis
In den Vereinigten Staaten konnte X-Men: Dark Phoenix am Startwochenende nur 33 Millionen US-Dollar einspielen, womit er das schlechteste Startwochenende eines X-Men-Films in den Vereinigten Staaten aufwies und als einziger Film der Reihe nicht den ersten Platz der US-Kinocharts am Eröffnungswochenende belegen konnte. In Deutschland verzeichnete der Film zeitgleich rund 132.500 Kinobesucher, womit er den zweiten Platz der Kino-Charts erreichte. Am zweiten Freitag konnte der Film in Nordamerika nur noch 2,45 Millionen US-Dollar einspielen, was einen Rückgang von 83,2 % im Vergleich zur Vorwoche darstellt, wodurch Dark Phoenix zum Superheldenfilm mit dem größten Rückgang des Einspielergebnisses innerhalb von einer Woche wurde. Den gleichen Negativrekord konnte er auch bezogen auf das gesamte Wochenende erzielen. So musste der Film mit Einnahmen von nur 9 Millionen US-Dollar im nordamerikanischen Raum einen Rückgang von 72,6 % verzeichnen. Die weltweiten Einnahmen des Films aus Kinovorführungen belaufen sich auf 252,4 Millionen US-Dollar, von denen Dark Phoenix 65,8 Millionen im nordamerikanischen Raum erwirtschaften konnte. In Deutschland verzeichnete der Film 389.164 Kinobesucher, durch die er 3,89 Millionen Euro erwirtschaften konnte. Für den Misserfolg zeichnete Regisseur und Drehbuchautor Simon Kinberg allein verantwortlich. So äußerte er sich, es habe zwar während der Produktion einige Schwierigkeiten gegeben und auch der Kinostart im Sommer sei nicht ganz optimal, doch letztendlich sei er dafür zuständig, den Zugang zum Publikum zu finden.

### Auszeichnungen
Goldene Himbeere 2020
- Nominierung als Schlechteste Neuverfilmung oder Fortsetzung
- Nominierung als Schlechteste Nebendarstellerin (Jessica Chastain)

Golden Trailer Awards 2019
- Nominierung als Bester Trailer eines Sommerblockbusters[30]

Hollywood Music in Media Awards 2019
- Nominierung für die Beste Filmmusik – Science-Fiction- oder Fantasyfilm (Hans Zimmer)[31]

People’s Choice Awards 2019
- Nominierung als Action Movie of 2019
- Nominierung als Female Movie Star of 2019 (Sophie Turner)
- Nominierung als Action Movie Star of 2019 (Sophie Turner)[32]

Teen Choice Awards 2019
- Nominierung als Choice Sci-Fi/Fantasy Movie
- Nominierung als Choice Sci-Fi/Fantasy Movie Actor (James McAvoy)
- Nominierung als Choice Sci-Fi/Fantasy Movie Actress (Sophie Turner)[33]